# کیرک‌آغاچ
کیرک‌آغاچ (به ترکی استانبولی: Kırkağaç) شهری است در کشور ترکیه که در استان مانیسا واقع شده‌است. جمعیت این شهر بر اساس سرشماری سال ۲۰۰۸ میلادی ۲۰٬۸۸۹ نفر و بر اساس برآوردهای سال ۲۰۰۹ میلادی ۱۵٬۷۷۲ نفر می‌باشد.